# Домброва-Мшадельська
Домброва-Мшадельська (пол. Dąbrowa Mszadelska) — село в Польщі, у гміні Дмосін Бжезінського повіту Лодзинського воєводства.
Населення — 38 осіб (2011).
У 1975-1998 роках село належало до Скерневицького воєводства.

## Демографія
Демографічна структура станом на 31 березня 2011 року:
|          | Загалом | Допрацездатний вік | Працездатний вік | Постпрацездатний вік |
| -------- | ------- | ------------------ | ---------------- | -------------------- |
| Чоловіки | 20      | 7                  | 8                | 5                    |
| Жінки    | 18      | 1                  | 10               | 7                    |
| Разом    | 38      | 8                  | 18               | 12                   |